# Embraer Defesa e Segurança
Embraer Defesa e Segurança é uma divisão da Embraer, fundada no início de 2011, cuja unidade industrial está localizada na cidade de Gavião Peixoto, município pertencente à Região Intermediária de Araraquara, interior do estado de São Paulo, Brasil.

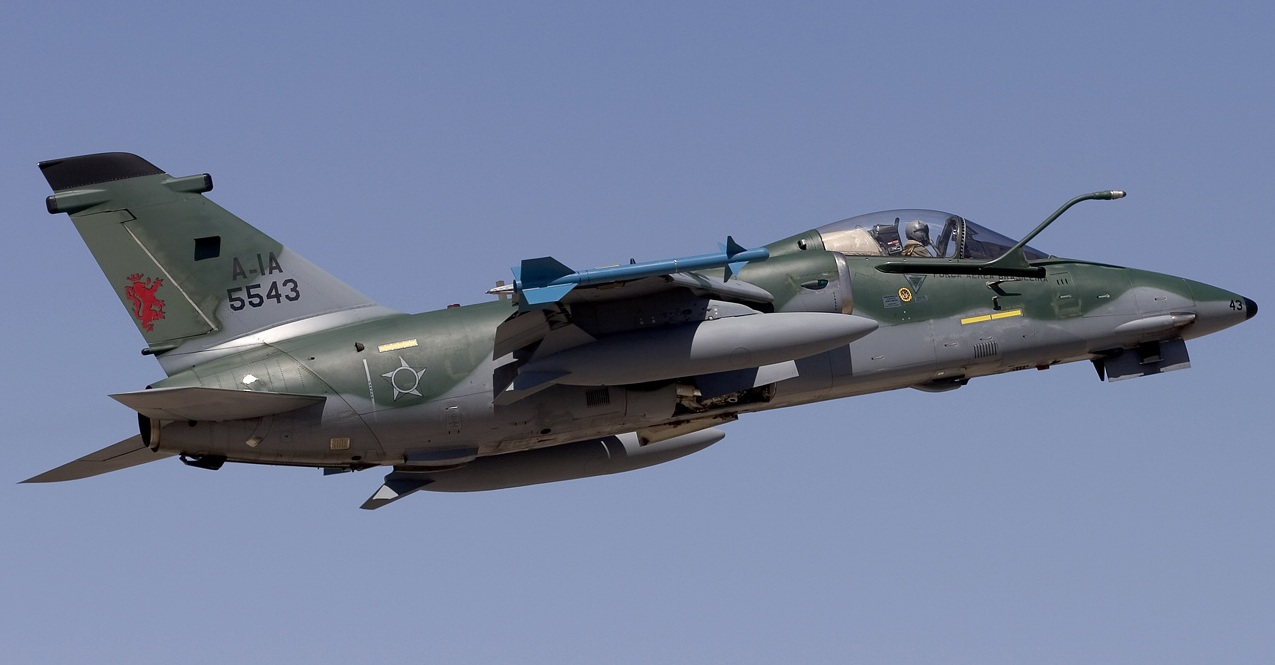
Caça AMX, modernizado pela EDS.

## Área de atuação
A EDS tem função estratégica no sistema de defesa brasileiro, tendo seu foco no desenvolvimento de projetos, fabricação e modernização de aviões militares, atuando também em tecnologias de sistemas de radares, informação, comunicação, vigilância e reconhecimento.
Até 2013, a EDS havia fornecido e modernizado mais de 70% da frota de aeronaves Northrop F5, Super Tucano e AMX, da Força Aérea Brasileira (FAB).

## Produtos

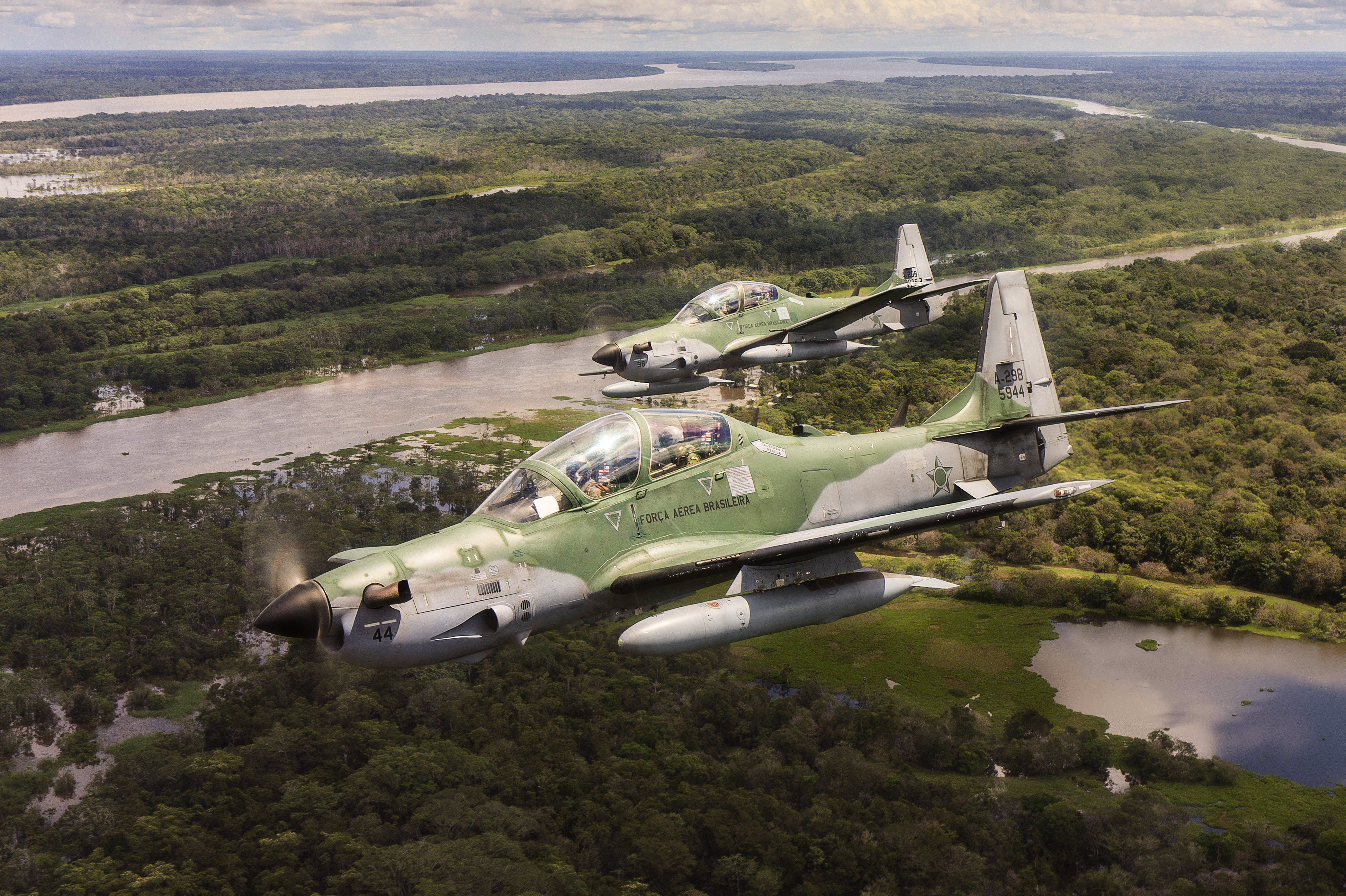
Super Tucano.

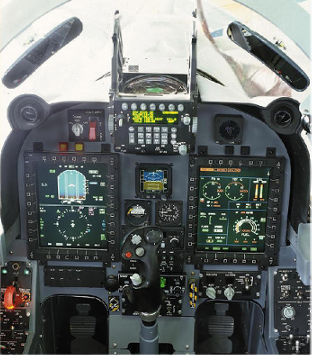
Cockpit do F-5EM (modernizado na EDS).

Aeronaves militares de ataque e treinamento
- Super Tucano – turboélice de treinamento avançado e ataque leve (fabricação e modernização).

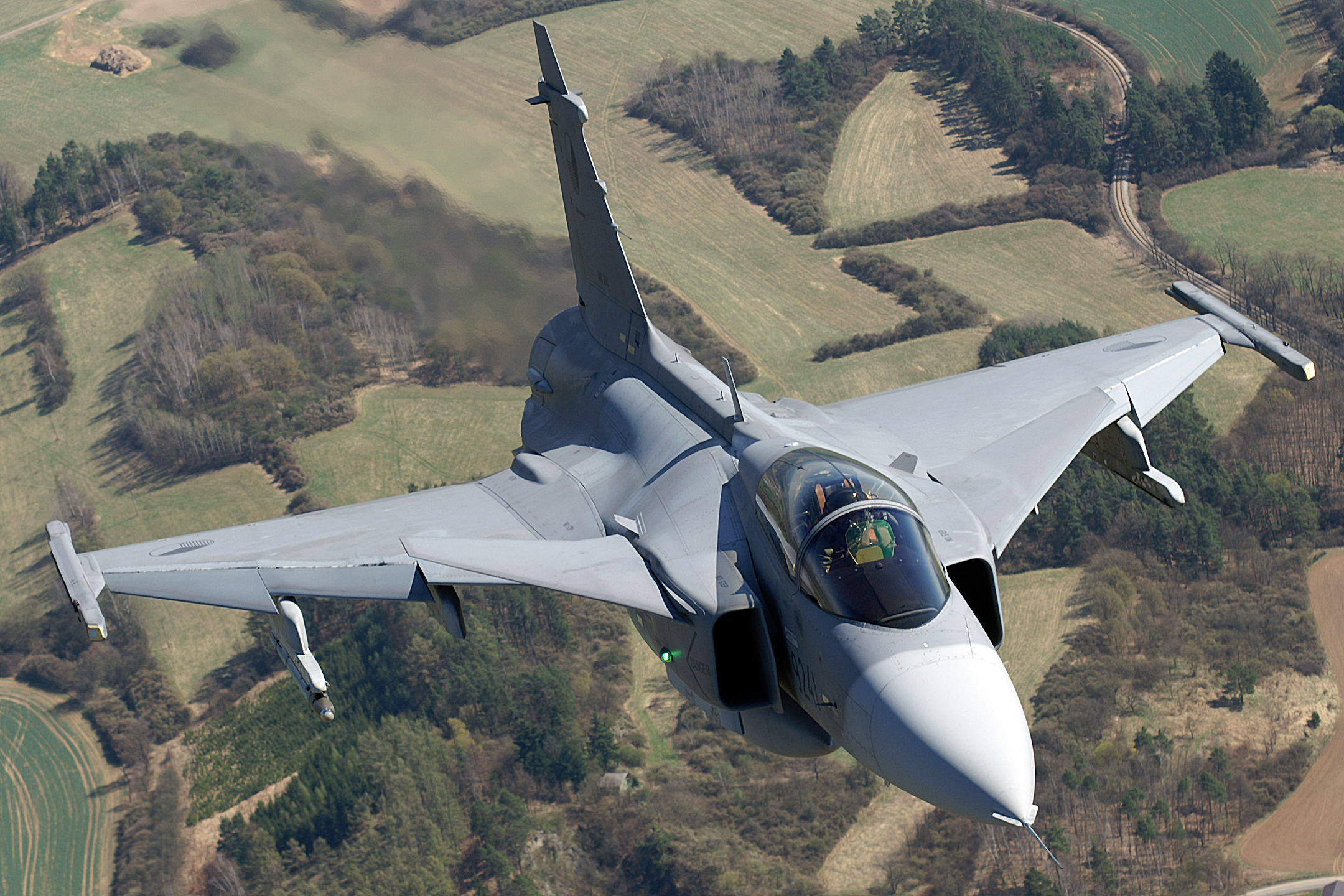
Caça Gripen NG, montado na EDS a partir de 2019.

- Projeto FX-2 - em fevereiro de 2014, A EDS  iniciou contatos com a sueca Saab para discutir uma eventual participação no  desenvolvimento e cadeia de produção das 36 aeronaves Gripen NG, previstas no projeto F-X2, de renovação dos caças da Força Aérea Brasileira.[6]

Em julho de 2014 foi assinado um memorando de entendimento com o objetivo de uma parceria entre Embraer Defesa e Segurança e Saab no projeto.
Em 22 de novembro de 2016, foi inaugurado na EDS, o Centro de Projetos e Desenvolvimento para a montagem e testes finais dos caças no Brasil. 36 aeronaves serão montadas na unidade, entre 2019 e 2024.
Aeronaves de Inteligência, Vigilância e Reconhecimento

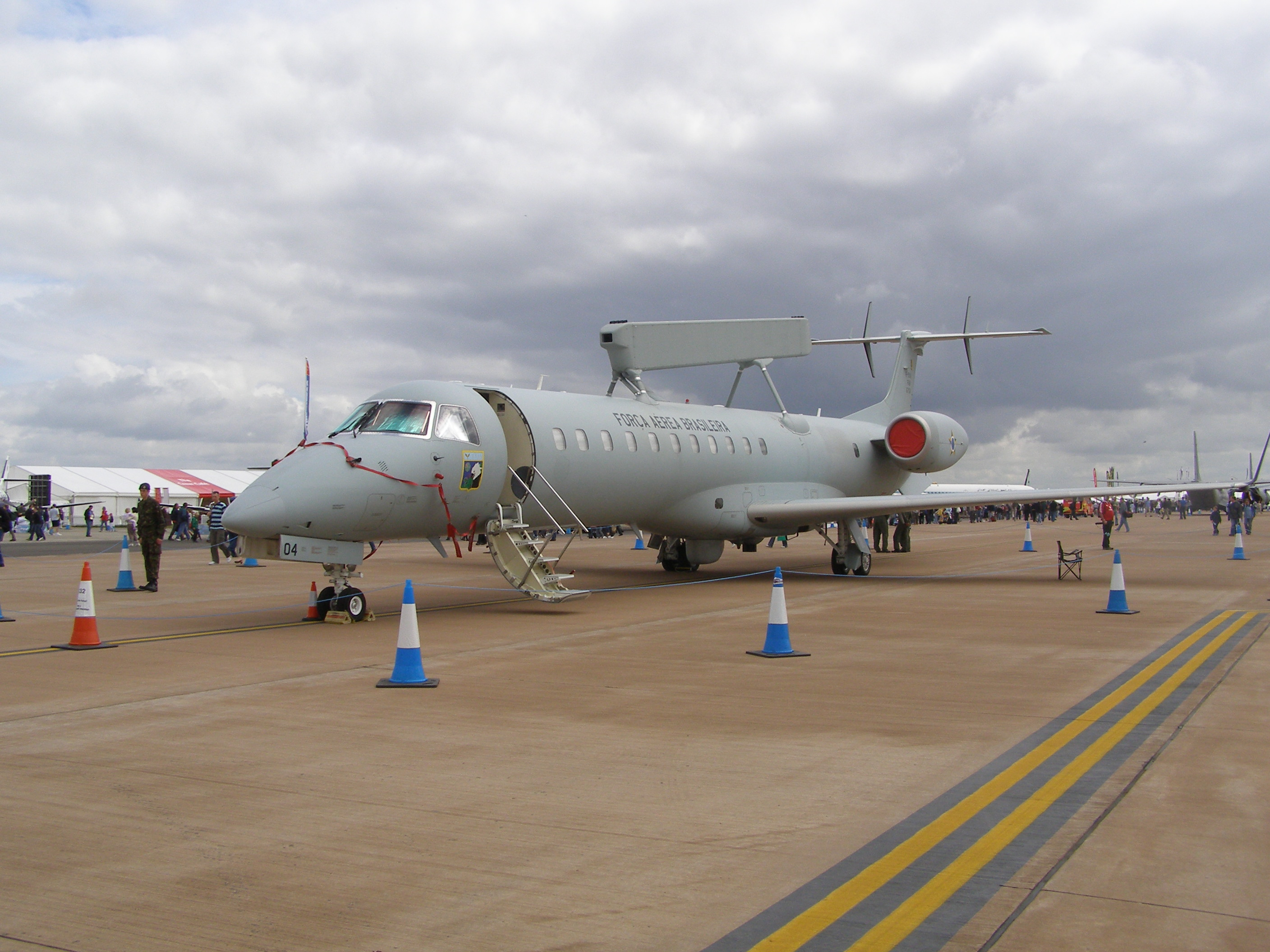
Embraer 145 AEW&C.

- EMB-145 AEW&C - aeronave de Alerta Aéreo Antecipado e Controle (Airborne Early Warning and Control])
- EMB 145 Multi Intel - aeronave de sensoriamento remoto, vigilância aérea do solo e inteligência.

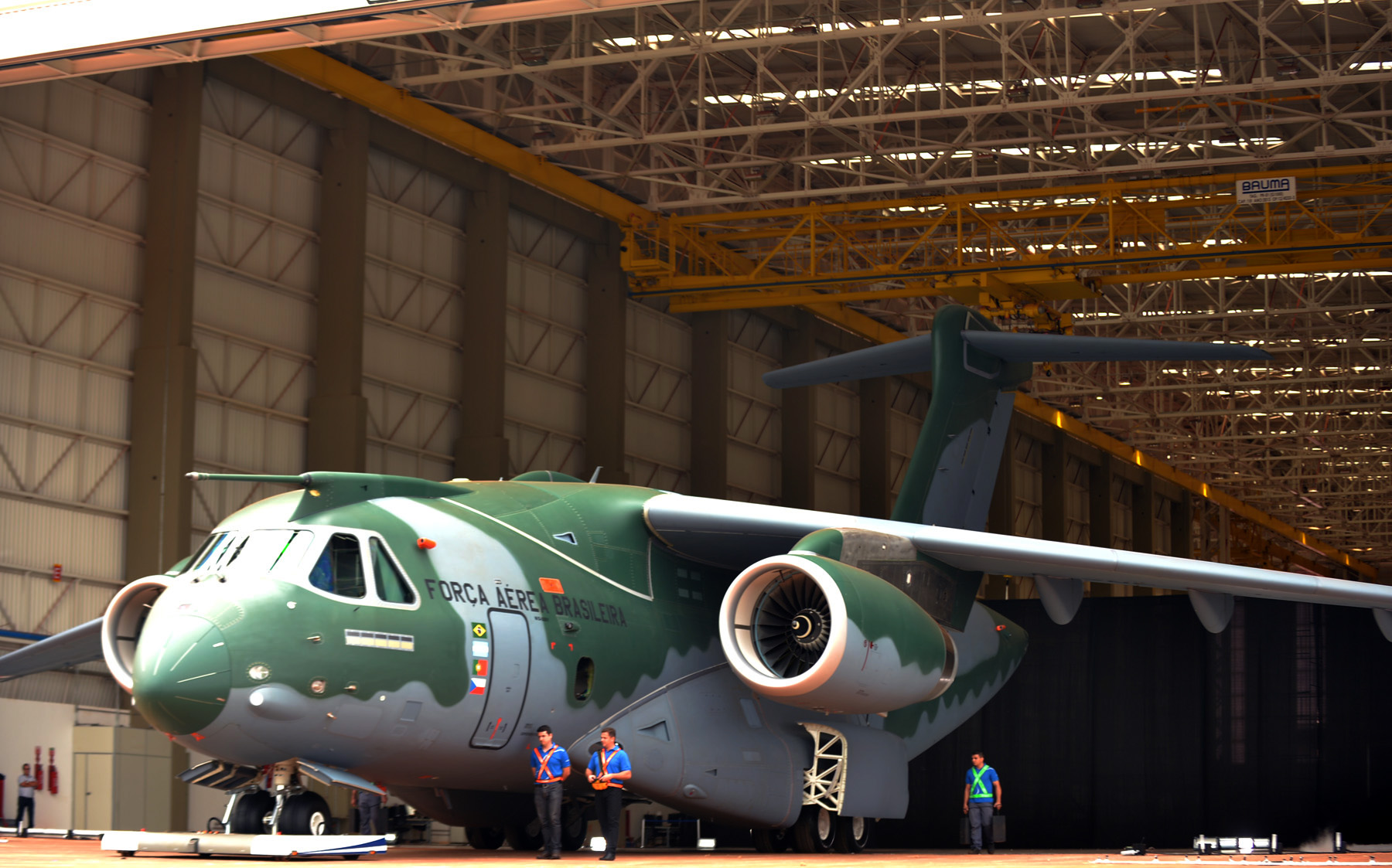
Cargueiro militar C-390 Millennium.

Aeronaves comerciais e executivas para o transporte de autoridades governamentais
- Família ERJ-145
- Família Embraer 170 e Embraer 190
- Embraer Phenom
- Embraer Legacy 600 Shuttle

Aeronaves de transporte militar tático e reabastecimento
- C-390 Millennium

Modernização de aeronaves para a Força Aérea Brasileira.
- EMB-314 (Super Tucano)
- Caça bombardeiro AMX
- Caça tático Northrop F5

Veículos aéreos não tripulados (VANT)
Soluções logísticas integradas para clientes
Treinamento e suporte a operações.

## Parcerias
A EDS tem parcerias estratégicas com empresas que atuam em áreas de tecnologia, como comando e controle, radares e veículos aéreos não tripulados (Vants):
- Atech - projetos de sistemas estratégicos, como o Sistema de Vigilância e Proteção da Amazônia (SIVAM e SIPAM), os sistemas brasileiros de Gerenciamento e Controle do Espaço Aéreo, entre outros.

- Bradar - empresa especializada em sensoriamento remoto e radares de vigilância aérea e terrestre.

- OGMA - oferece soluções de MRO (Manutenção, Reparo e Operações) incluindo modernizações de aeronaves, motores e componentes. Desenvolve também estruturas aeronáuticas complexas metálicas e em compósito.

- Savis - projeta, certifica, industrializa e implanta sistemas e serviços na área de monitoramento de fronteiras.

- Visiona - é uma parceria entre a EDS e a Telebras, com foco de atuação na integração do sistema do Satélite Geoestacionário de Defesa e Comunicações Estratégicas do governo brasileiro.

Em janeiro de 2016, em decorrência de restrições orçamentárias, foi desfeita a joint venture Harpia Sistemas S.A., parceria da Embraer Defesa & Segurança com a AEL Sistemas e a Avibras Divisão Aérea e Naval, firmada em setembro de 2011.